# Иванов, Александр Васильевич (архитектор)
Алекса́ндр Васи́льевич Ивано́в (1845, Санкт-Петербург — после 1917) — русский архитектор, работавший в Санкт-Петербурге и Москве, председатель Московского архитектурного общества в 1903—1905 годах.

## Биография
Родился в 1845 году в Санкт-Петербурге в мещанской семье. В 1863—1869 годах состоял вольноприходящим учеником Императорской Академии художеств; в 1872 году получил от Академии звание классного художника архитектуры 2-й степени за проект «каменного рынка». Профессиональную практику начал помощником у профессоров Р. Б. Бернгарда и М. А. Макарова; после смерти последнего в 1873 году достраивал начатые учителем постройки. С 1874 года состоял членом Санкт-Петербургского общества архитекторов-художников. В 1883 году получил звание художника архитектуры 1-й степени.
После почти двадцати лет успешной практики в Санкт-Петербурге, где спроектировал более 60-ти зданий, в начале 1890-х годов переехал в Москву. В 1894 году вступил в Московское архитектурное общество (МАО). В Москве наиболее значимым оказалось участие Иванова в перестройке Китай-города и центральных площадей, однако большинство его построек — не сохранилось. Некоторое время помощником Иванова работал архитектор Ф. А. Когновицкий. А 1900-х годах преподавал в Московском училище живописи, ваяния и зодчества. В 1902 году был удостоен звания академика архитектуры. В 1903—1905 годах являлся Председателем МАО. В 1912 году А. В. Иванову было присвоено звание действительного члена Императорской Академии художеств. В 1911—1915 годах служил архитектором Московского дворцового управления.
Здание страхового общества «Россия» на Лубянке было перестроено под здание НКВД-КГБ-ФСБ, а постройки в Зарядье снесены в конце 1940-х годов при подготовке к строительству нереализованного высотного здания. Сохранилась гостиница «Националь» на углу Тверской и Моховой улиц и доходные дома в разных концах Москвы.

## Проекты и постройки

### Санкт-Петербург
- Завершение строительства церкви Спасо-Преображения (Колтовской), совместно с Р. Б. Бернгардом; автор-строитель А. Т. Жуковский (1869—1874, Новоладожская улица, 8), не сохранилась[сн 1];
- Доходный дом (1874, улица Марата, 29);
- Доходный дом (1875, Моховая улица, 17);
- Доходный дом (1875, Средняя Подьяческая улица, 9);
- Перестройка доходного дома (1875—1876, Канал Грибоедова, 19 / Малая Конюшенная улица, 14);
- Дом меблированных комнат А. П. Рот (Гостиница «Пале-Ройяль») (1875—1876, Пушкинская улица, 20 / Кузнечный переулок, 18, левая часть);
- Доходный дом А. П. Рот (1876, Пушкинская улица, 18);
- Перестройка доходного дома (1877, улица Марата, 6);
- Перестройка доходного дома (1877, Набережная реки Мойки, 32 / Волынский переулок, 2), надстроен;
- Перестройка доходного дома (1877, Басков переулок, 10);
- Доходный дом П. И. Лихачева (1877—1878, Невский проспект, 66 / Караванная улица, 28 / набережная реки Фонтанки, 29), включён существовавший дом;

- Доходный дом (1877—1878, Лиговский проспект, 47);
- Доходный дом И. В. Галунова (1877—1880, проспект Бакунина, 2 / 2-я Советская улица, 27 / Невский проспект, 142 / Дегтярная улица, 1, правый корпус), расширен;
- Доходный дом А. О. Лихачевой (1878, Средний проспект, 28 / 6-я линия Васильевского острова, 29), включены существовавшие дома;
- Надстройка и расширение доходного дома (1878, улица Моисеенко, 41-43);
- Доходный дом (1878—1879, Владимирский проспект, 18 / Колокольная улица, 2), надстроен;
- (?) Доходный дом (1879, Синопская набережная, 72);
- Перестройка доходного дома (1879, улица Марата, 18);
- Надстройка доходного дома (1879, Колокольная улица, 7);
- Доходный дом (1879—1880, улица Рубинштейна, 11);
- Доходный дом и бани А. Г. Шарыгина (1879—1882, Апраксин переулок, 15);
- Перестройка доходного дома (1880, Коломенская улица, 38 — Разъезжая улица, 41);
- Перестройка доходного дома И. П. Струбинского (улица Жуковского, 6);
- Доходный дом (1880, Серпуховская улица, 42);
- Доходный дом (1880, улица Константина Заслонова, 25, правая часть);
- Доходный дом А. Ф. Паулуччи (1880—1881, Адмиралтейская набережная, 12 / Керченский переулок, 1 / Черноморский переулок, 9), реконструирован;
- Доходный дом (1880—1881, Пушкинская улица, 17);
- Надстройка здания гостиницы А. Ф. Коровина (Невский проспект, 83 / Лиговский проспект, 41), перестроено;
- Изменение фасада доходного дома (1881, Лиговский проспект, 51);
- Перестройка доходного дома (Мошков переулок, 8 / Миллионная улица, 18 / набережная реки Мойки, 17), включен существовавший дом[7];
- Доходный дом (1881—1882, Переулок Бойцова, 4);
- Перестройка доходного дома (1881—1882, улица Правды, 7);
- Доходный дом (1881—1882, улица Правды, 9 / Социалистическая улица, 10), включен существовавший дом;
- Перестройка и расширение доходного дома (Садовая улица, 66 / переулок Макаренко, 2);
- Доходный дом (1883, улица Степана Разина, 5), надстроен и расширен;
- Доходный дом (1883—1885, 1891, 7-я Советская улица, 9) надстроен и расширен;
- Пристройка к торговым помещениям (1886 Московский проспект, 7);
- Перестройка доходного дома (1886, Московский проспект, 27 / 2-я Красноармейская улица, 2, угловая часть), надстроен;
- Дом благотворительного общества при Знаменской церкви (1887, улица Восстания, 4), разрушен в 2006 году вместе с рядом других домов на Восстания и Невском проспекте;
- Доходный дом (1887, Дегтярная улица, 38, правая часть), надстроен;
- Надстройка и расширение доходного дома (1888, Кронверкский проспект, 63 / улица Лизы Чайкиной, 27 / Съезжинская улица, 40), надстроен и расширен;
- Доходный дом (1888, Большой проспект Петроградской стороны, 7);
- Доходный дом (1888, Колпинская улица, 3);
- Перестройка интерьеров зала А. И. Павловой (1888, улица Рубинштейна, 13);
- Доходный дом (1888—1889, Суворовский проспект, 1 / 2-я Советская улица, 8, угловая часть);
- Здание «Нижегородского торгового дома Е. Башкирова с сыновьями» (1889, Синопская набережная, 52);
- Дом прихода Сампсониевского братства (1889, Большой Сампсониевский проспект, 35 / Нейшлотский переулок, 2);
- Перестройка интерьеров церкви Главного штаба (1889, Дворцовая площадь,10);
- Доходный дом (1890, 1-я Советская улица, 12), надстроен;
- Доходный дом и бани Е. П. Павлова (1890—1891, Московский проспект, 55);
- Доходный дом (1891—1892, Саблинская улица, 19 / улица Маркина, 1, левая часть);
- Перестройка доходного дома (1892, Невский проспект, 55);
- Доходный дом (1893, 1-я Красноармейская улица, 16);
- Перестройка и расширение особняка Ф. Ф. Корошши-Кончека (1894, Переулок Антоненко, 4);
- Доходный дом И. Л. Тузова (1894—1895, Улица Марата, 17);
- Церковь Божией Матери Всех Скорбящих Радости, совместно с А. И. фон Гогеном (1894—1898, Проспект Обуховской Обороны, 22), не сохранилась;
- Казённый винный склад (1896, Синопская набережная, ?);
- Доходный дом (1896, Социалистическая улица, 8);
- Доходный дом (1897—1898, улица Восстания, 20 / Ковенский переулок, 16);
- Доходный дом (1898, Невский проспект, 154);
- Доходный дом (1899, улица Комсомола, 45).

### Москва
- Торговый дом М. А. Александрова (1892, Никольский переулок, 3);
- Контора Товарищества Тверской мануфактуры семьи Морозовых (1895—1898, Улица Варварка, 9), перестроено;
- Торговый дом Товарищества «Викулы Морозова сыновья» (1895—1896, Улица Варварка, 12), не сохранился;
- Гостиница «Новомосковская» (1897—1898, улица Балчуг, 15/1);
- Здание страхового общества «Россия» (1897—1899, Лубянская площадь, 2), с 1920 г. — Здание органов госбезопасности на Лубянке, перестроено А. В. Щусевым в 1940-х гг.; реконструировано в 1980-х гг.;
- Доходный дом (1898, Пожарский переулок, 12);
- Конторское здание (1898—1899, Большой Черкасский переулок, 6);
- Доходный дом (1899, Армянский переулок, 7);
- Доходный дом (1898—1899, Никитников переулок, 4/10);
- Доходный дом (1890-е, Чистопрудный бульвар, 19), надстроен;
- Доходный дом Варваринского акционерного общества домовладельцев (1-я очередь −1899, 2-я очередь — 1903, Остоженка, 7)
- Доходный дом (1901, Кожевническая улица, 1);
- Перестройка доходного дома под гостиницу «Националь» (дом Варваринского акционерного общества) (1901—1902, Тверская улица, 1/15 — Моховая улица, 15/1);
- Особняк С. И. Куренкова (1901, Мамоновский переулок, 5);
- Доходный дом (1902, Новая Басманная улица, 23);
- Торговый дом А. П. Гуськова (1902—1903, Большой Черкасский переулок, 15);
- Торговый дом М. А. Франка, при участии Л. Н. Кекушева и С. С. Шуцмана (1904, Большой Кисельный переулок, 11);
- Проект доходного дома Московской духовной консистории (1904, Лубянская площадь), не осуществлён;
- Здание Акционерного общества «Частный ломбард» (1904—1905, Большая Дмитровка, 22);
- Доходный дом В. П. Панюшева (1906, Старомонетный переулок, 10);
- Доходный дом барона С. Н. фон Дельвига (1911, Трёхпрудный переулок, 18);
- Доходный дом, совместно с И. В. Рыльским (1914—1915, Садовая-Спасская улица, 18).

### Другие места
- Здание Хлебной биржи (1911—1912, Рыбинск)[8];
- Церковь Андрея Критского (1904—1908, Ярославль)[9][10][11].

### Сноски
1. ↑  Здесь и далее проекты и постройки даны в хронологическом порядке по М. В. Нащокиной, с необходимыми дополнениями и уточнениями[6].